# Shake It Up (Divine-dal)
A Shake It Up az amerikai Divine 4. kimásolt kislemeze a The Story So Far című albumról, mely 1983-ban jelent meg 7-es és 12-es lemezeken. A dal producere Bobby Orlando volt.

## Helyezések
Divine kislemeze a 4. és egyben az utolsó slágerlistás dal a Holland kislemezlistán, mely a 30. helyen debütál, majd a 13. helyig jutott a felkerülés után 3. héten. A dal 6 hétig volt slágerlistás helyezés.
A német kislemezlistán viszont a 26. helyig sikerült jutnia, és 11 hétig volt slágerlistás helyezés Ez volt Divine második dala, mely a Top 40-es listára felkerült.

## Megjelenések
12"  Break Records 308313
- A - Shake It Up (Vocal) - 6:44
- B - Shake It Up (Instrumental) - 4:02

7"  Design Communications DES 5
- A - Shake It Up (Vocal) - 6:44
- B - Shake It Up (Instrumental) - 4:02

12" Special Remix  Break Records 308313
- A - Shake It Up (Vocal) - 9:28
- B - Jungle Jezebel - 4:22

## Slágerlista
| Slágerlista (1983)   | Legmagasabb Helyezés |
| -------------------- | -------------------- |
| Dutch Singles Chart  | 13                   |
| German Singles Chart | 26                   |
| Brit kislemezlista   | 82                   |